# Esamirim chionides
Esamirim chionides är en skalbaggsart som först beskrevs av Bates 1885. Esamirim chionides ingår i släktet Esamirim och familjen långhorningar.
Artens utbredningsområde är:
- Costa Rica.
- Panama.

Inga underarter finns listade i Catalogue of Life.